# Ilja Muromec (letadlo)
Ilja Muromec (rusky Илья Муромец, Sikorskij S-22 a S-23) byl ruský nejprve civilní dopravní letoun, později těžký bombardovací letoun nasazený do bojů v 1. světové válce. Byl pojmenován podle hrdiny ruských bájí bohatýra Ilji Muromce. Jeho konstruktérem byl Igor Sikorskij. V počátcích války byly tyto stroje nejpokročilejšími ve své kategorii a v průběhu války bylo vyrobeno několik variant tohoto letounu.

## Vývoj

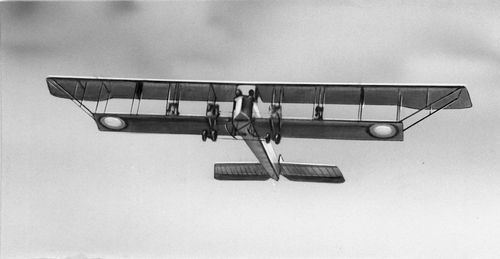
Ilja Muromec S-23

První Ilja Muromec byl postaven v roce 1913 jako modifikace letounu RBVZ Russkij viťaz pod vedením Sikorského v továrnách Rusko-Baltské vagónky RBVZ. Russkij viťaz byl důležitým článkem ve vývoji ruských letadel a potažmo i vícemotorových letadel na celém světě. Díky těmto těžkým dvojplošným letounům se Rusko stalo světovým průkopníkem v oblasti civilní letecké dopravy a výroby vícemotorových strojů. Ilja Muromec byl původně stavěn jako luxusní dopravní letoun, jako první v historii měl oddělený salón pro pasažéry, pohodlná proutěná křesla, obývací prostor, místo pro spaní a dokonce i koupelnu. Byl vybaven topením a elektrickým světlem. Světový tisk považoval nejprve zprávu o fantastickém letounu za novinářskou kachnu, ale brzy se přesvědčil o pravdě. Stroj poprvé vzlétl k testovacím letům 10. prosince 1913 a 25. února 1914 uskutečnil svůj první předváděcí let se 16 pasažéry na palubě. V pořadí druhý vyrobený letoun RBVZ Ilja Muromec Kijevskij, menší ale se silnějšími motory, vystoupal 4. června 1914 do rekordní výšky 2000 m s deseti pasažéry na palubě. Druhého dne vytvořil rekord v délce letu bez mezipřistání (6 hod 33 min 10 s), 16. až 17. června podnikl s jedinou posádkou přelet z Petrohradu do Kyjeva a tím vytvořil další rekord v délce letu pouze s jedním mezipřistáním. Na památku tohoto letu byl pojmenován přízviskem Kijevskij. V letech 1915–1917 byly s označením Kijevskij vyrobeny ještě 3 další letouny v typové sérii IM-G. Letouny prvního i druhého typu byly později označovány jako IM-B a všech dohromady bylo vyrobeno sedm kusů.

### Vojenské letouny

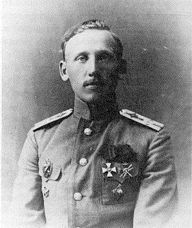
Josip Stanislavovič Baško, pilot letounů Muromec v Kyjevě

K prvnímu dni války byly vyrobeny čtyři kusy těchto letounů a během září roku 1914 se staly součástí Carského vojenského letectva (Императорский военно-воздушный флот). V prosinci car schválil usnesení vojenské rady o vytvoření Eskadry vzdušných korábů (Эскадра воздушных кораблей). Jejím velitelem se stal Michail Šidlovskij, který začínal s vytvářením letky prakticky od nuly. Jediným pilotem, který byl schopen létat s Muromcem byl Sikorskij, ostatní se na perspektivu těžkého letectva dívali s nedůvěrou a dokonce s nevraživostí. Proto bylo nutné nejprve většinu pilotů na Muromce přeškolit, letouny pak vyzbrojit a zmodernizovat. Poprvé k bojovému úkolu v barvách Eskadry vyletěli Muromci v únoru 1915. Za celou dobu války vzlétli ke 400 bojovým úkolům, shodili 65 tun bomb, sestřelili 12 nepřátelských stíhacích letounů a přišli o jeden vlastní (12. září 1916). IM-B Kijevskij uskutečnil přibližně 30 bojových letů a poté byl používán jako cvičný.
Na podzim roku 1914 byla zahájena výroba série IM-V, kterých bylo vyrobeno ze všech Muromců nejvíce (30 kusů). Rozdíl od série IM-B byl v menších rozměrech a větší max. rychlosti. Posádku tvořili čtyři lidé a některé modifikace měly jen dva motory. Stroje série IM-V unesly až 500 kg bomb, většinou nosily 80–240kg bomby, na podzim roku 1915 na zkoušku i jednu 410kg. IM-V byly vyzbrojeny dvěma kulomety nad trupem ve výřezu horního křídla a někdy měly na spodní straně trupu za křídlem střeliště, tzv. vraní hnízdo. Palivové nádrže nad trupem měly pancéřování.
V prosinci 1915 začala výroba série IM-G s posádkou sedm lidí prvním strojem G-1, v roce 1916 pak G-2 se střeleckou kabinou, G-3 a nakonec v roce 1917 i typ G-4. Letouny G-2 unesly pět kulometů a 170 kg bomb, G-3 pak šest kulometů a 190 kg bomb. Jeden ze strojů G-3 se čtyřmi motory Beardmore po 160 k byl nejvýkonnějším Muromcem vůbec a v roce 1917 dokázal vystoupat do výšky 5200 m, rychlost měl 137 km/h. Rychlost ostatních Muromců byla od 110 do 125 km/h, dostup 2000–3000 m, dolet 440–650 km. V letech 1915–1917 byly vyrobeny 3 stroje série IM-D, letové zkoušky prvního z nich skončily v lednu 1916. Křídla měla menší rozpětí a čtyři motory Sunbeam byly seskupeny do dvou tandemů jako u letounu Russkij viťaz. Více však bylo postaveno strojů poslední série IM-Je se čtyřmi motory Renault vedle sebe, osmi členy posádky, osmi kulomety a únosností 300–500 kg bomb.

## Specifikace

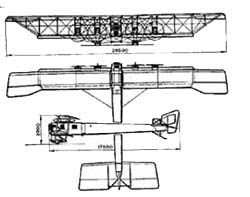
Třípohledový nákres

| Ilja Muromec                | IM-B                                  | IM-V                                  | IM-G-1                                | IM-D-1                                | IM-Je-1                               |
| --------------------------- | ------------------------------------- | ------------------------------------- | ------------------------------------- | ------------------------------------- | ------------------------------------- |
| Typ letadla                 | bombardér                             | bombardér                             | bombardér                             | bombardér                             | bombardér                             |
| Výrobce                     | RBVZ                                  | RBVZ                                  | RBVZ                                  | RBVZ                                  | RBVZ                                  |
| Nasazení v letectvu         | ruská Carská vojenská vzdušná flotila | ruská Carská vojenská vzdušná flotila | ruská Carská vojenská vzdušná flotila | ruská Carská vojenská vzdušná flotila | ruská Carská vojenská vzdušná flotila |
| Výroba od – do              | 1913–1914                             | 1914–1915                             | 1915–1917                             | 1915–1917                             | od 1916                               |
| Délka                       | 19 m                                  | 17,5 m                                | 17,1 m                                | 15,5 m                                | 18,2 m                                |
| Rozpětí křídel              | 30,9 m                                | 29,8 m                                | 30,9 m                                | 24,9 m                                | 31,1 m                                |
| Výška                       |                                       |                                       |                                       |                                       |                                       |
| Plocha křídel               | 150 m²                                | 125 m²                                | 148 m²                                | 132 m²                                | 200 m²                                |
| Prázdná hmotnost            | 3100 kg                               | 3500 kg                               | 3800 kg                               | 3150 kg                               | 4800 kg                               |
| Maximální vzletová hmotnost | 4600 kg                               | 5000 kg                               | 5400 kg                               | 4400 kg                               | 7000 kg                               |
| Vytrvalost                  | 5 h                                   | 4,5 h                                 | 4 h                                   | 4 h                                   | 4,4 h                                 |
| Dostup                      | 3000 m                                | 3500 m                                | 3000 m                                | ?                                     | 2000 m                                |
| Stoupavost                  | 2000/30'                              | 2000/20'                              | 2000/18'                              | ?                                     | 2000/25'                              |
| Maximální rychlost          | 105 km/h                              | 120 km/h                              | 135 km/h                              | 120 km/h                              | 130 km/h                              |
| Motory                      | 4 ks Argus 140 k (řadový)             | 4 ks RBVZ 150 k (řadový)              | 4 ks Sunbeam 160 k (řadový)           | 4 ks Sunbeam 150 k (řadový)           | 4 ks Renault 220 k (řadový)           |
| Počet vyrobených kusů       | 7                                     | 30                                    | ?                                     | ?                                     | ?                                     |
| Počet členů posádky         | 5                                     | 5–6                                   | 5–7                                   | 5–7                                   | 6–8                                   |
| Výzbroj                     | 2 kulomety 350 kg bomb                | 4 kulomety 417 kg bomb                | 6 kulometů 500 kg bomb                | 4 kulomety 400 kg bomb                | 5–8 kulometů 300–500 kg bomb          |
| Zvláštní výbava             |                                       |                                       |                                       |                                       |                                       |